# پولووینکینو
پولووینکینو (به لاتین: Polovinkino) یک منطقهٔ مسکونی در روسیه است که در سرزمین آلتای واقع شده‌است.